# Malé Hoštice (przystanek kolejowy)
Malé Hoštice – przystanek kolejowy w Malych Hošticach (część miasta Opawa), w kraju morawsko-śląskim, w Czechach. Znajduje się na wysokości 250 m n.p.m. i leży na linii kolejowej nr 317 łączącej Opawę z Hlučínem.